# Сантен, Сал
Сал Сантен (нидерл. Sal Santen; 3 августа 1915, Амстердам, Нидерланды — 27 июля 1998) — нидерландский политический деятель, участник международного троцкистского движения, «паблоист». После отхода от активной политической деятельности стал писателем.

## Биография
Родился в еврейской семье из рабочего класса, вся его семья была уничтожена во время Холокоста. Был женат на приёмной дочери Хенка Сневлита, о котором он написал книгу «Сневлит, бунтарь». После Второй мировой войны активно включился в деятельность троцкистского движения, работал в Четвёртом Интернационале. 
В 1960 году он, вместе с Мишелем Пабло, был арестован и осуждён на 15 месяцев тюрьмы за попытку наладить контрабанду денег для ФНО. Также помогал Пабло и Димитрису Ливератосу набирать добровольцев-интернационалистов для работы в подпольной оружейной мастерской в Марокко, снабжавшей повстанцев в ходе национально-освободительной борьбы в Алжире. В 1967 году отошёл от активной политической деятельности и посвятил себя литературе, однако до конца жизни продолжал называть себя троцкистом.
В 1988 году вышел документальный фильм, посвящённый Саломону Сантену.
В 2017 году один из муниципалитетов Амстердама назвал расположенный на его территории мост в честь Сал Сантена.

## Книги
- Jullie is jodenvolk (1969)
- Sneevliet, rebel (1971)
- Deze vijandige wereld (1972)
- Adiós Companeros (1974)
- De rode burcht (1975)
- Een geintje (1975)
- Stormvogels (1976)
- Brand in Mokum (1977)
- De kortste weg (1980)
- Schimmenspel. Filmdagboek (1982)
- Saartje gebakken botje (1983)
- Heden kijkdag (1987)
- Kinderdief (1988)
- De B van Bemazzel (1989)
- Een slecht geweten (1990)
- Dapper zijn omdat het goed is (1993)